# ديفيد وينلاند

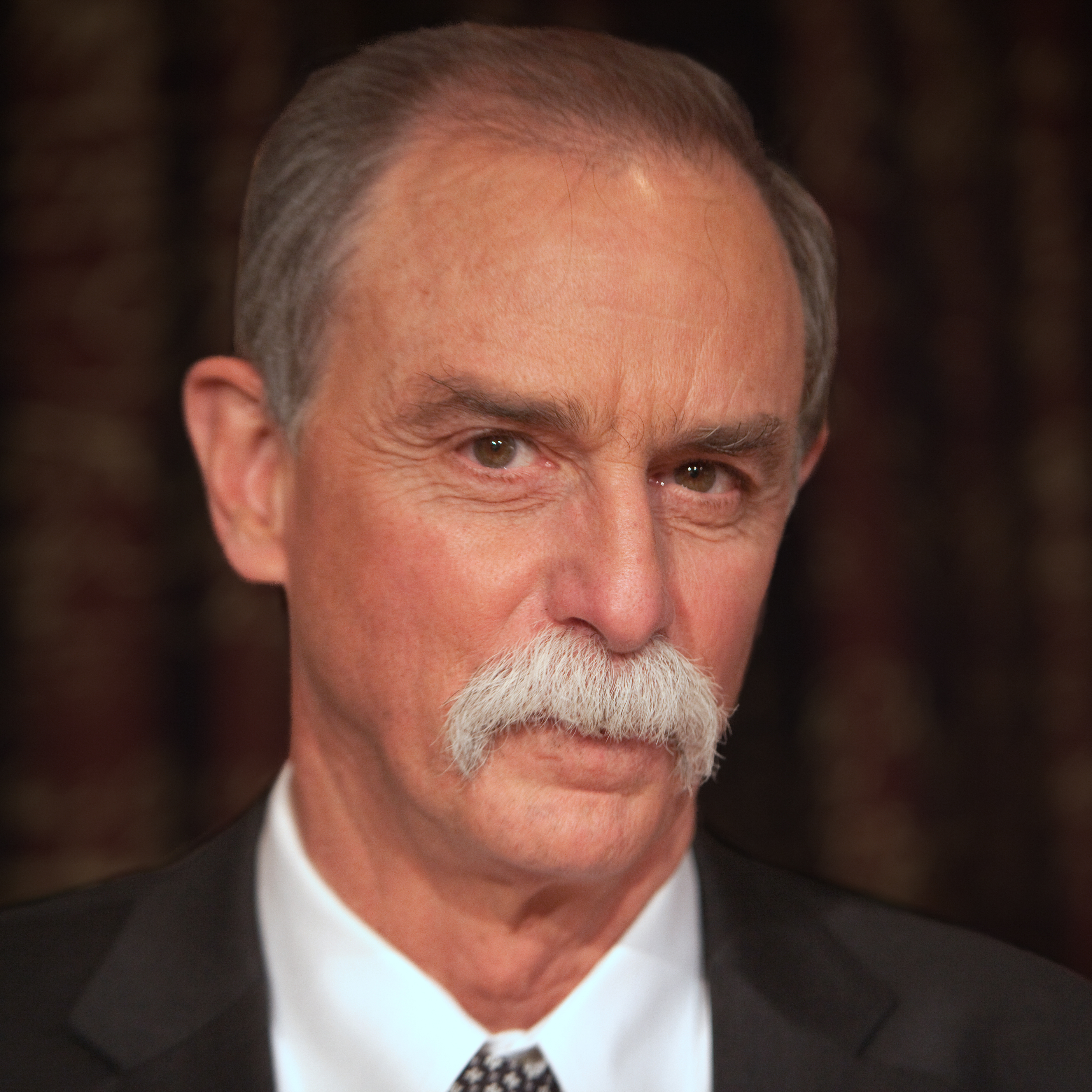
وينلاند في ستوكهولم ، 2012

ديفيد وينلاند (بالإنجليزية: David Jeffrey Wineland)‏ ولد في 24 فبراير 1944 وهو عالم فيزيائي أمريكي حاصل على جائزة نوبل عام 2012 مع العالم الفرنسي سارج آروش لدورهم فيما يتعلق بقياس والتلاعب بالجزيئات الأحادية دون التأثير على الطبيعة الميكانيكية للمادة

## روابط خارجية
- ديفيد وينلاند على موقع الموسوعة البريطانية (الإنجليزية)
- ديفيد وينلاند على موقع مونزينجر (الألمانية)